# Вьель-Адур
Вьель-Аду́р (фр. Vielle-Adour, окс. Vièla) — коммуна во Франции, находится в регионе Юг — Пиренеи. Департамент — Верхние Пиренеи. Входит в состав кантона Семеак. Округ коммуны — Тарб.
Код INSEE коммуны — 65464.

## География

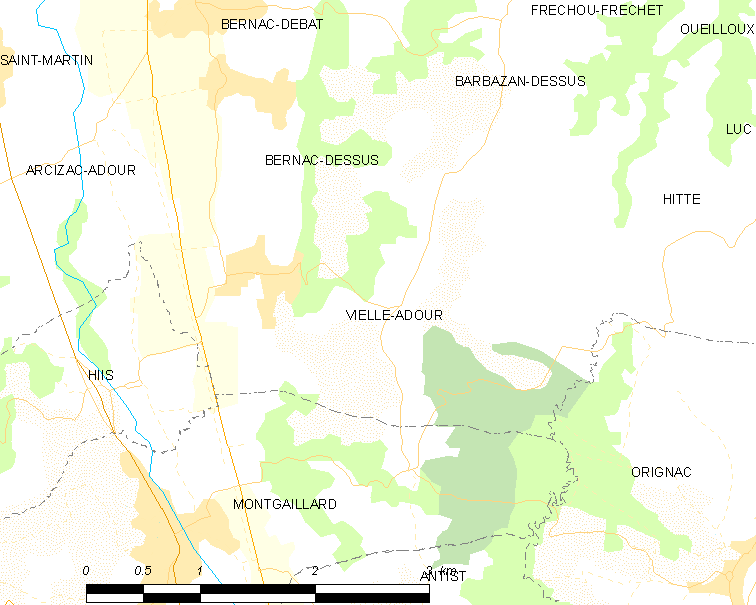
Карта коммуны

Коммуна расположена приблизительно в 660 км к югу от Парижа, в 120 км юго-западнее Тулузы, в 11 км к югу от Тарба.
Коммуна расположена в местности Бигорр. По территории коммуны проходит канал Аларик.

## Климат
Климат умеренно-океанический с солнечной тёплой погодой и обильными осадками на протяжении практически всего года.

## Население
Население коммуны на 2010 год составляло 497 человек.
| 1962 | 1968 | 1975 | 1982 | 1990 | 1999 | 2010 |
| ---- | ---- | ---- | ---- | ---- | ---- | ---- |
| 347  | 335  | 301  | 348  | 362  | 422  | 497  |

## Администрация
| Период | Период | Фамилия            | Партия | Примечания |
| ------ | ------ | ------------------ | ------ | ---------- |
| 1989   | 2001   | Луи Лусто          |        |            |
| 2001   | 2008   | Ив Пьет            |        |            |
| 2008   | 2020   | Жан-Кристьян Данос |        |            |

## Экономика
В 2010 году среди 334 человек трудоспособного возраста (15-64 лет) 248 были экономически активными, 86 — неактивными (показатель активности — 74,3 %, в 1999 году было 74,6 %). Из 248 активных жителей работали 223 человека (123 мужчины и 100 женщин), безработных было 25 (9 мужчин и 16 женщин). Среди 86 неактивных 22 человека были учениками или студентами, 42 — пенсионерами, 22 были неактивными по другим причинам.

## Фотогалерея

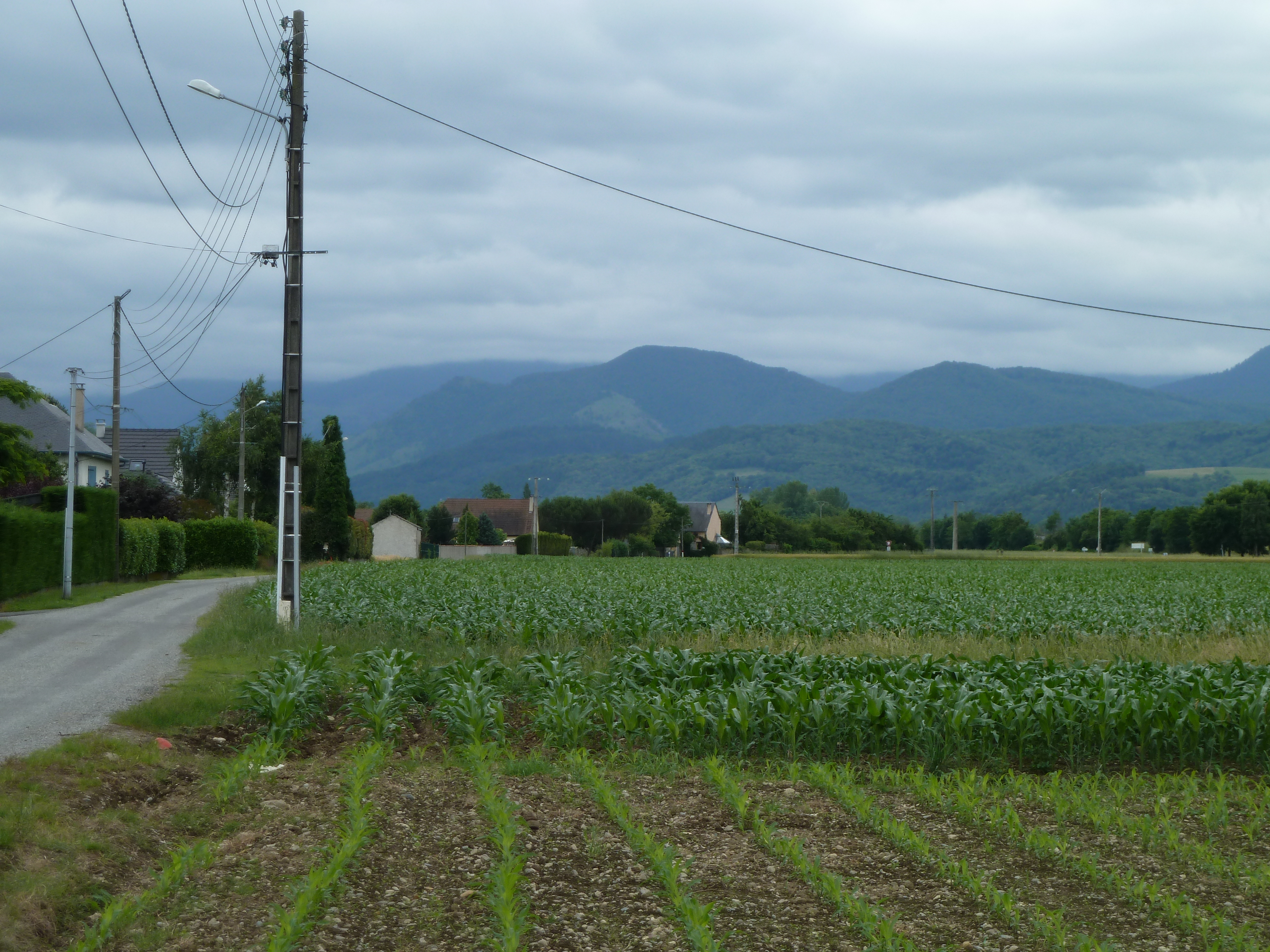
Вьель-Адур
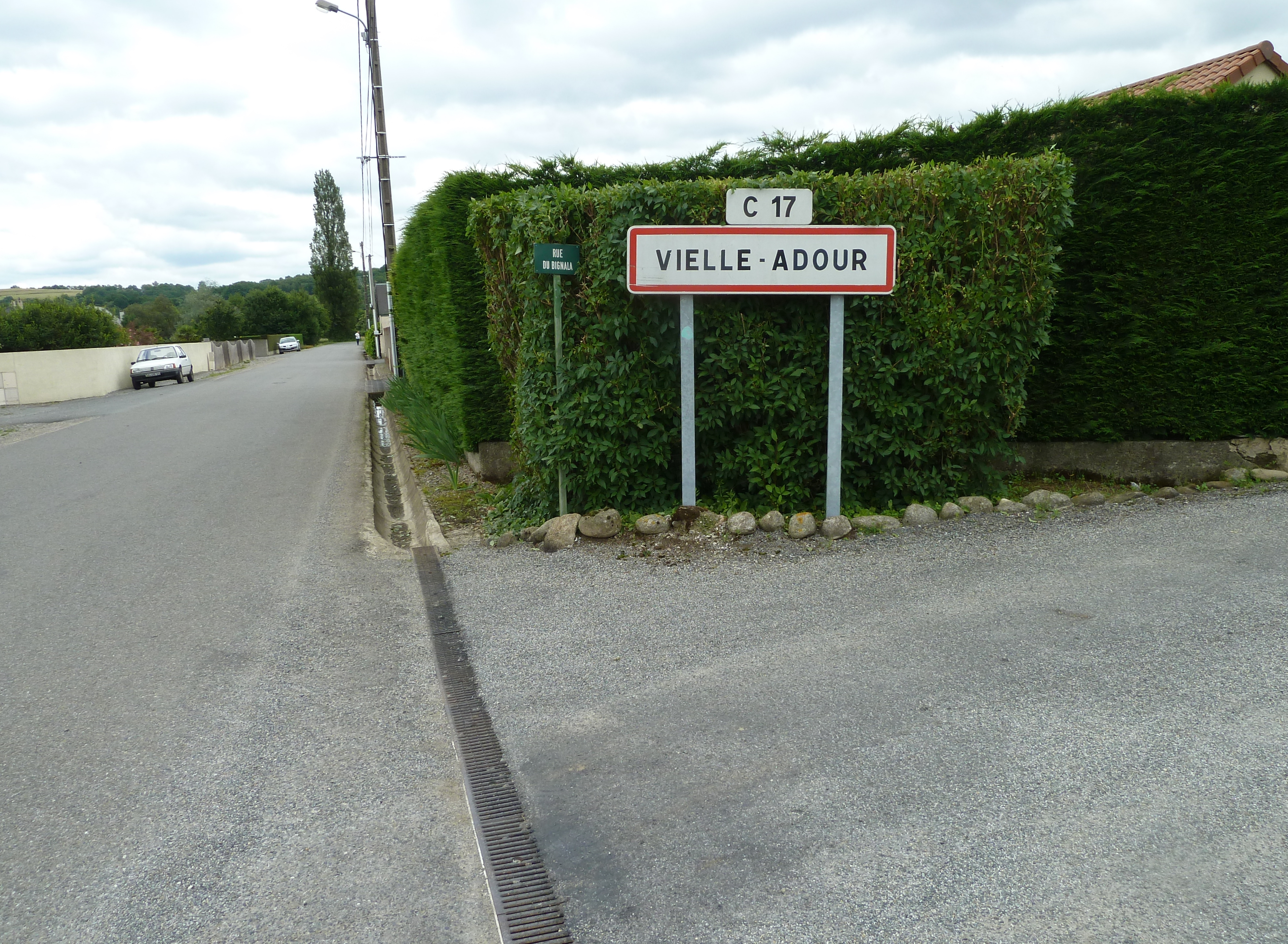
Въезд в Вьель-Адур
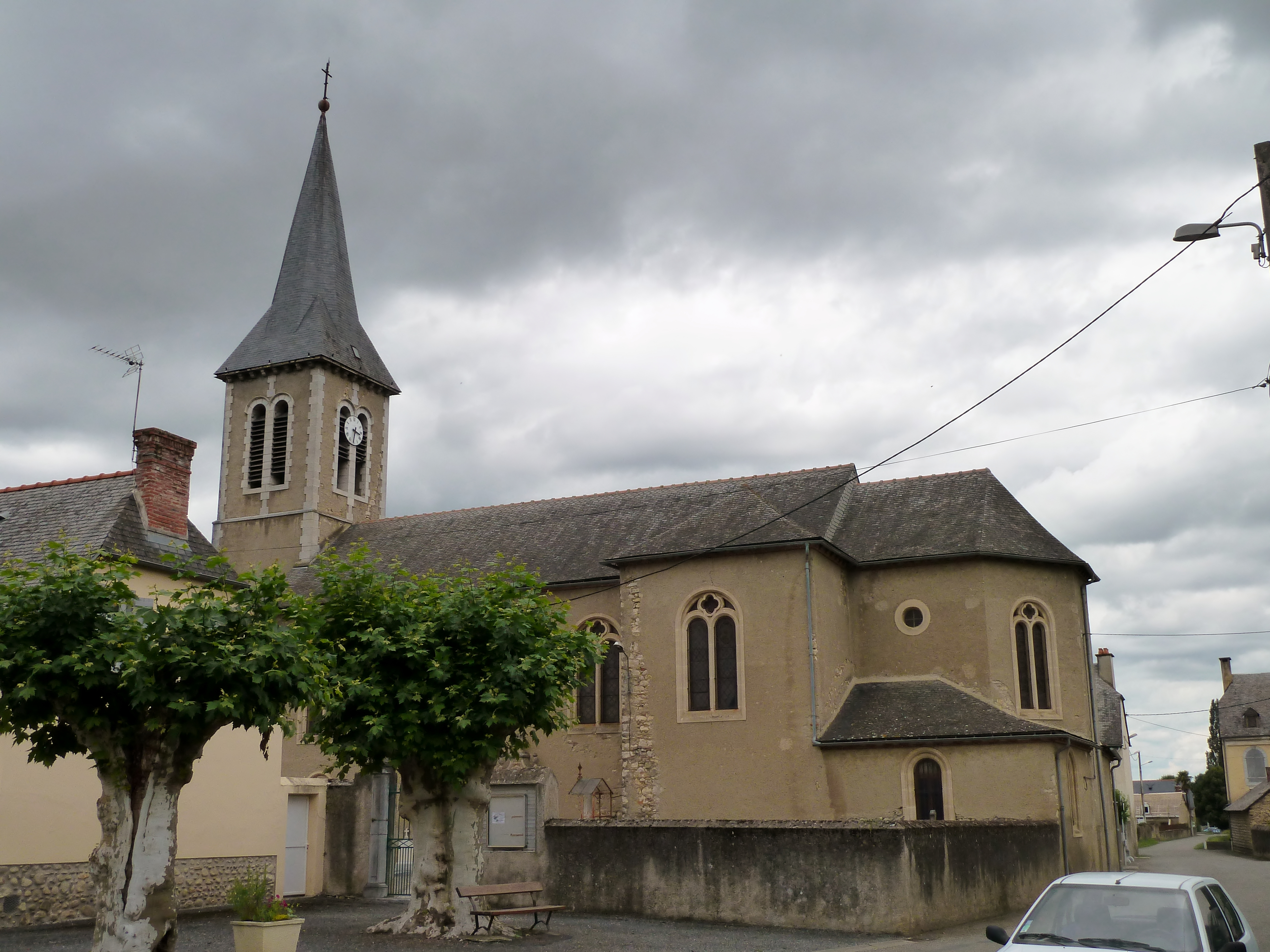
Церковь
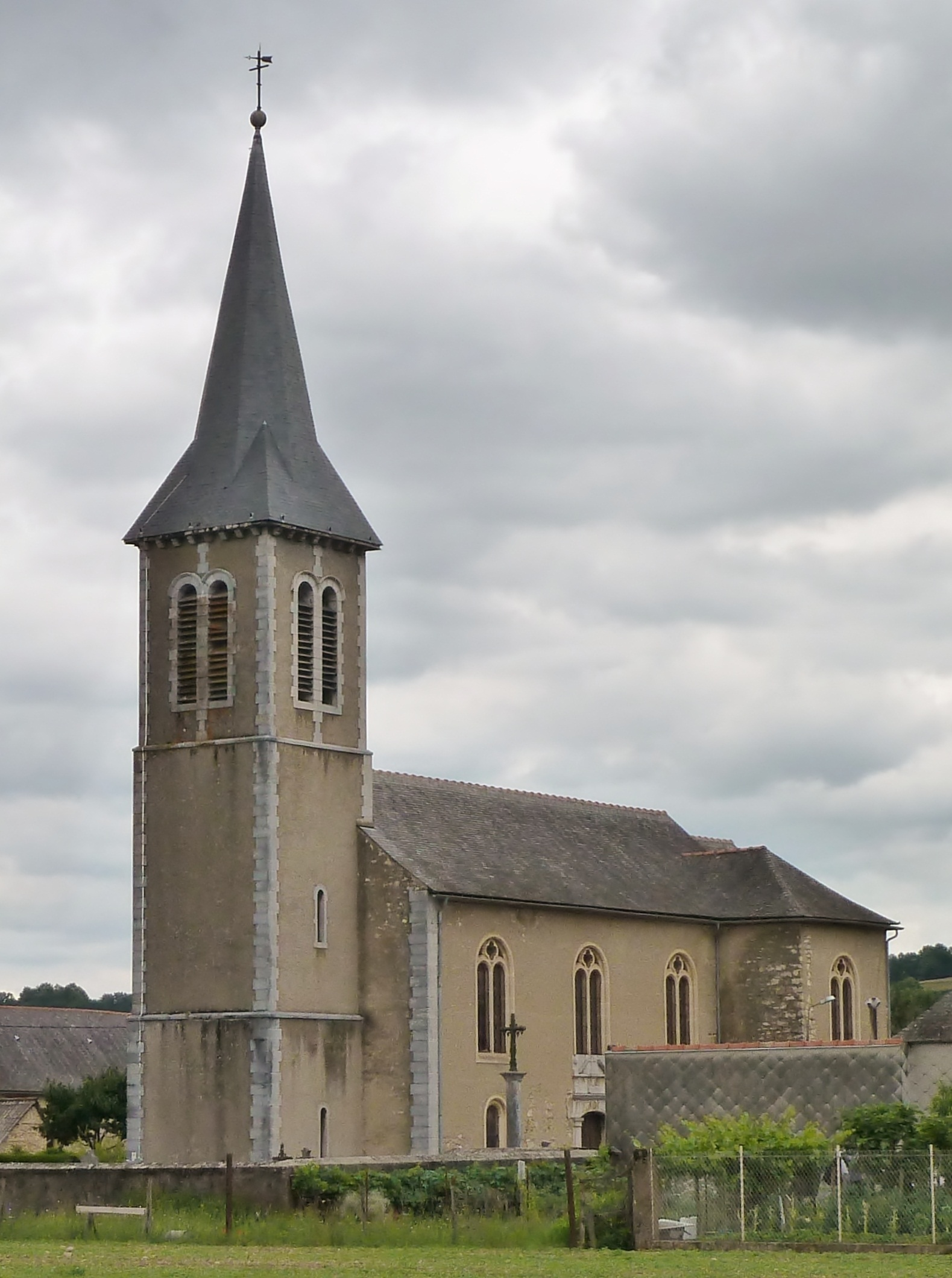
Церковь
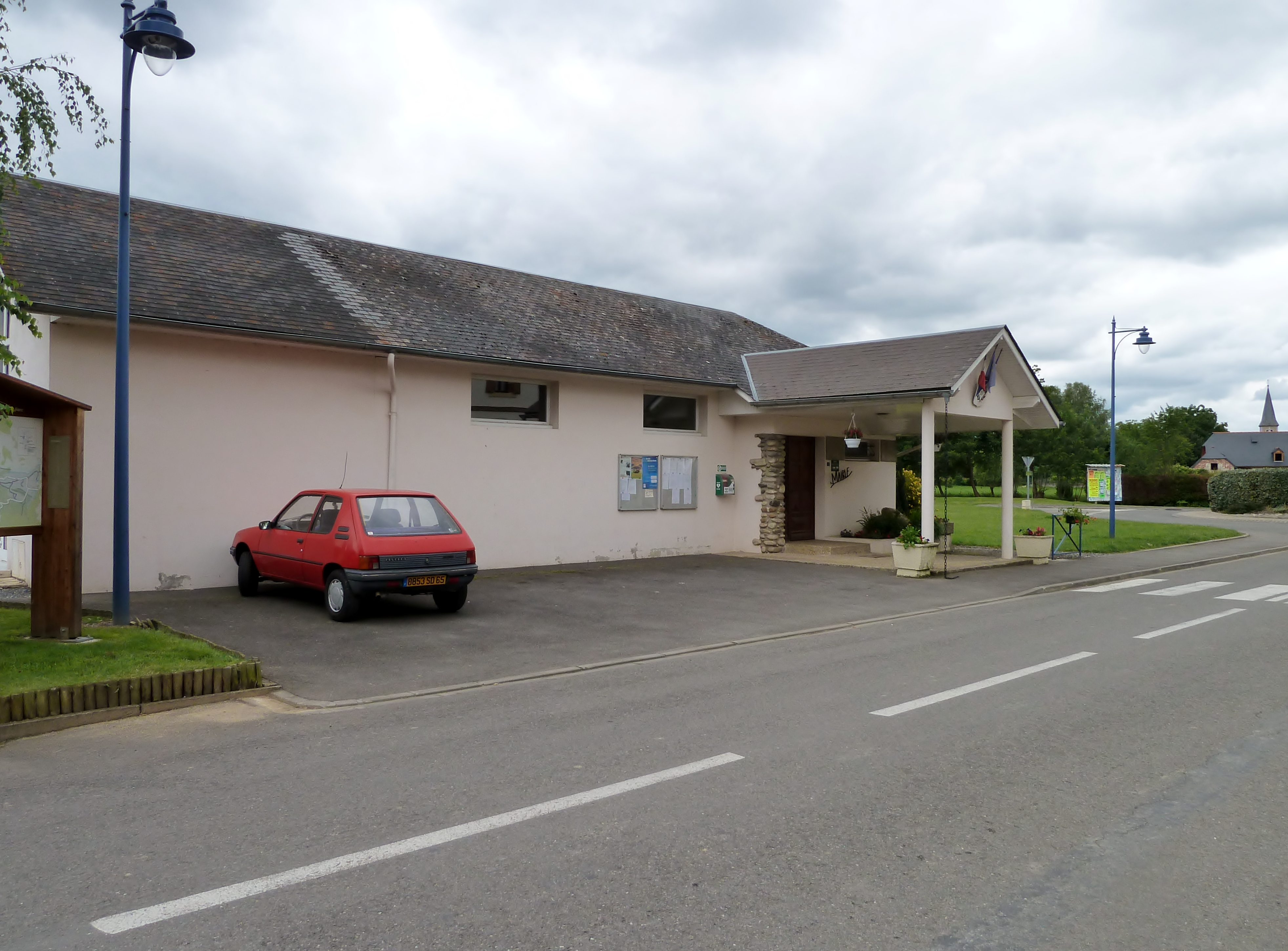
Мэрия
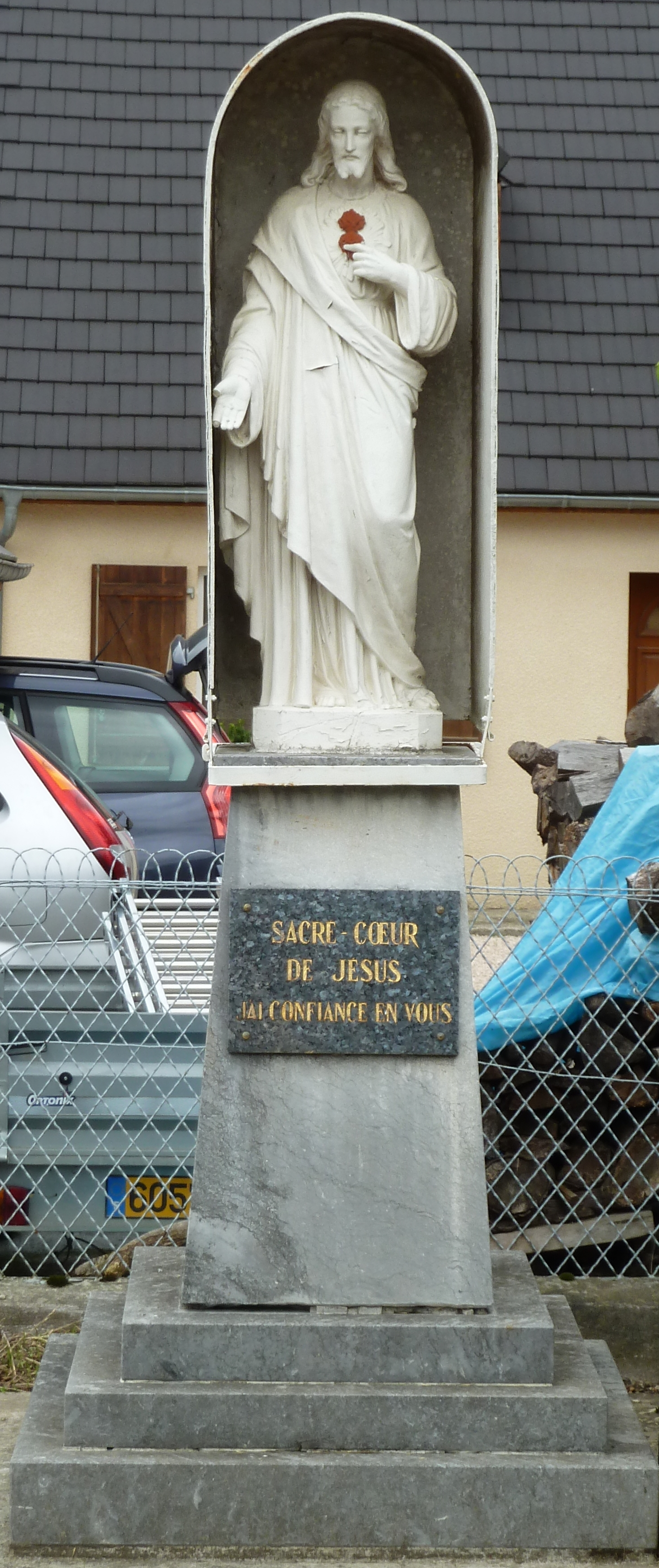
Религиозный монумент